# Acacia compacta
Acacia compacta är en ärtväxtart som beskrevs av Joseph Nelson Rose. Acacia compacta ingår i släktet akacior, och familjen ärtväxter. Inga underarter finns listade i Catalogue of Life.